# Ранклюфт

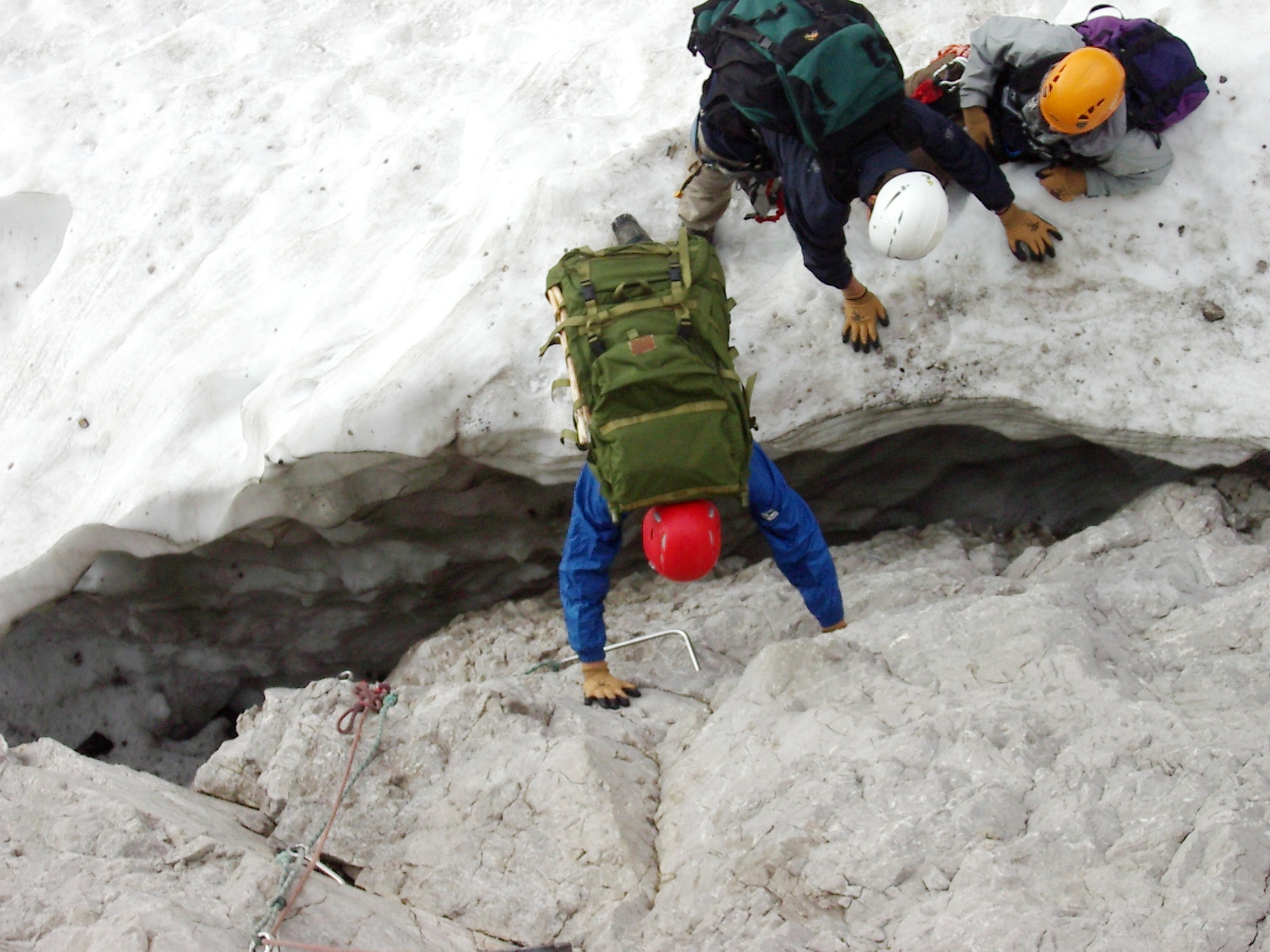
Альпіністи долають ранклюфт.

Ранклюфт (нім. Randkluft) — тріщина танення на кордоні льодовика. Зазвичай утворюється на бічних частинах льодовика, де він близько підходить до освітлених і нагрітих схилів. Танення льоду є основною причиною утворення ранклюфта, на відміну від бергшрунда, який утворюється при розриві снігово-льодового схилу під дією сили тяжіння. Ранклюфт часто використовують для підйому на льодовик або обходу льодопадів, проте необхідно враховувати ризик каменепаду зі скельних стін і льодових обвалів зі схилу льодовика.